# Lamelligomphus tutulus
Lamelligomphus tutulus là loài chuồn chuồn trong họ Gomphidae. Loài này được Liu & Chao in Chao mô tả khoa học đầu tiên năm 1990.